# Jean du Thier
Jean du Thier ou Jean Duthier est un secrétaire d'État né à Sens en Bourgogne et mort dans sa maison de Blois en 1560.

## Famille
Fils d’Olivier Duthier, receveur ordinaire du bailliage de Sens et de Marguerite de Voves, il épouse Marguerite (ou Marie) de Pelletan, veuve en premières noces du sieur Le Crocq

## Carrière
En 1526, il est clerc dans le bureau de Villandry, un des secrétaires « des commandements et des finances ». Du 18 mai 1536 au 10 mai 1544 il devient notaire et secrétaire du roi. Le 19 février 1538, il reçoit l’office de clerc et auditeur des comptes à Dijon. En 1538-1539, il est chargé de missions diplomatiques en Avignon.
Le 1er avril 1547, il est nommé par le roi Henri II avec Guillaume Bochetel, Côme Clausse, Claude de l'Aubespine l'un des quatre premiers secrétaires d'État alors appelés secrétaires des commandements et des finances, (le terme de secrétaire d'État ne sera donné que sous Charles IX après 1559). Le roi leur attribue par ces mêmes lettres patentes le droit d'expédier seuls, et à l'exclusion des secrétaires du roi, toutes les dépêches d'état du département qui leur a assigné afin qu'ils fissent leurs fonctions avec plus d'ordre et d'exactitude. Jean du Thier est chargé des affaires d’Italie (Rome, Venise, Piémont), du Levant, du Lyonnais et du Dauphiné
Le 17 avril 1547, il est fait contrôleur général des finances par lettres patentes datées de Saint-Germain-en Laye
Le 22 avril 1547, il prête serment entre les mains du chancelier pour ses fonctions de contrôleur général et de secrétaire d'État des commandements.

## Fortune
Il achète pour 2000 écus d'or en 1545 la terre et château de Beauregard. Il a été le véritable constructeur du château actuel. On peut encore voir, au premier étage, son cabinet de travail, le remarquable cabinet des Grelots.
Par lettres patentes datées de Fontainebleau 18 janvier 1548, ses gages sont fixés à 1200 livres par an.

## Archives
Une partie des archives et papiers de Jean Duthier a été préservé au sein de la « collection Lamoignon » (ou « collection G. Lamoignon », ainsi nommée par référence à Guillaume de Lamoignon, premier président du parlement de Paris, dans la bibliothèque de qui elle se trouvait à la fin du XVIIe siècle. P.P. Doubrovski, secrétaire de l’ambassade de Russie à Paris, achète cette collection en 1791 et l'a offerte au comte P.A. Stroganov. En 1929, la collection est entrée aux Archives d’État. Elle est toujours conservée aux Archives d’État des Actes anciens à Moscou (fonds Stroganov). Cette collection comporte 8 200 documents, reliée en 66 volumes.